# Natt i Saint-Cloud
Natt i Saint-Cloud är en oljemålning av den norske konstnären Edvard Munch från 1890. Den är utställd på Nasjonalmuseet for kunst, arkitektur og design i Oslo.
Målningen föreställer en man i hög hatt som sitter och röker vid ett fönster och ser ut över floden Seine i den franska staden Saint-Cloud som ligger strax väster om Paris. Motivet och färgsättningen framkallar en känsla av melankoli. Den danske poeten Emanuel Goldstein satt modell för mannen på bilden.
Munch hade 1889 fått ett treårigt statligt stipendium att resa till Paris och studera konst. Han första tid i Paris var dock inte lycklig; han kände sig ensam och i december 1889 dog dessutom hans far. 